# Tekerőlant

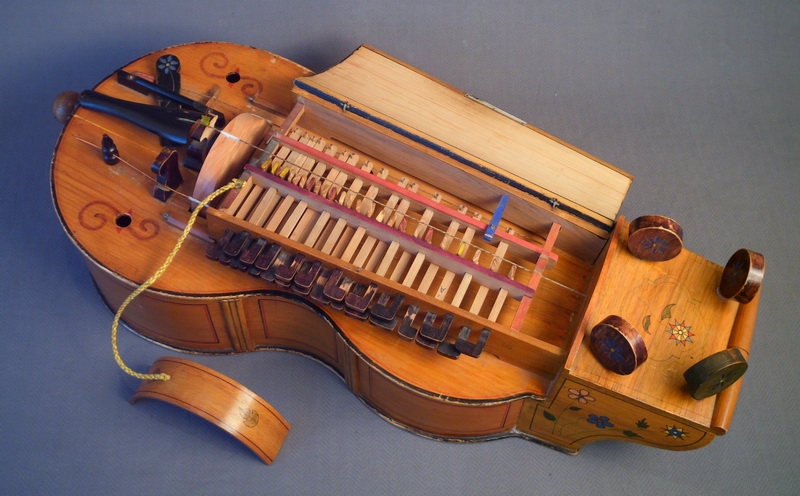
Tekerőlant mit drei Saiten, hergestellt vom ungarischen Drehleierspieler, Klarinettenspieler und Sänger Bársony Mihály (1915–1989).

Tekerőlant (ungarisch, „Drehleier“), auch tekerő, forgólant, ist eine Drehleier mit einem gitarrenförmigen flachen Korpus und meist drei Saiten, die in der ungarischen Volksmusik gespielt wird. Die früher in Osteuropa weit verbreitete und in Ungarn im 16. Jahrhundert erstmals erwähnte Drehleier wurde erst Ende des 18. Jahrhunderts als Volksmusikinstrument vor allem in der ungarischen Tiefebene beliebt. In der Tanzmusik des 19. Jahrhunderts spielten halbprofessionelle Musiker auf dem Land die tekerőlant häufig zusammen mit einer Klarinette. Bis zur Mitte des 20. Jahrhunderts war die tekerőlant nahezu verschwunden. Seitdem wird sie wieder solistisch und zur Gesangsbegleitung verwendet.

## Herkunft und Verbreitung
Da die Drehleier wie die wesentlich ältere Sackpfeife ein Borduninstrument ist, lag es nahe, ihren Ursprung im Mittelmeerraum und in Asien zu suchen, wo ein Bordunton oder zumindest ein tonales Zentrum zum Wesen der Musik gehört. Als Vorbilder erscheinen Instrumente wie das antike Rohrblattinstrument aulos oder die weit verbreiteten Doppelflöten mit einer Bordunpfeife. In diesem Zusammenhang sollte der Instrumententyp der Drehleier auf eine Instrumentenliste der muslimischen Bruderschaft Ichwan as-Safa, die im 10. Jahrhundert in Basra wirkte, zurückgeführt werden. Eines der darin gelisteten Musikinstrumente, die einen Dauerton produzieren, wurde mit einer 1405 fertiggestellten Beschreibung eines Musikinstruments des persischen Autors Ibn Gaibī († 1435) gleichgesetzt, in der Henry George Farmer 1962 eine Drehleier zu erkennen glaubte. Diese Zuschreibung ist laut Christopher Page ebenso wenig stichhaltig, wie sich ein arabischer Import der Drehleier nach Spanien im Zuge der islamischen Eroberung nachweisen lässt. Die Bordunspielweise, die Ausgangspunkt für die Entwicklung der Drehleier ist, findet sich aber bei zweisaitigen Langhalslauten, die in der Volksmusik auf dem Balkan gespielt werden und deren Name übersetzt „mit zwei Saiten“ lautet: mazedonisch dvotelnik, bei den Türken in Mazedonien ikitelli und in Albanien çiftteli. Der Spieler greift auf einer Seite die Melodie und zupft zugleich die andere leere Saite. Dies entspricht musikalisch den von Hirten verwendeten Doppelflöten und Sackpfeifen. Bordunsaiten prägen ferner das gesangsbegleitende Spiel des im 15./16. Jahrhundert beliebten Streichinstruments Lira da Braccio.
Unabhängig von dieser aus der Volksmusik herrührenden Spielweise stellt die Form der Drehleier eine Weiterentwicklung des musikologischen Zwecken dienenden und von Mönchen zur Begleitung gesungener Verse verwendeten Monochords dar. Die frühesten Darstellungen von Drehleiern aus dem 12. Jahrhundert gehören nicht in das ländliche, sondern in das kirchliche Umfeld. Die ältesten, organistrum genannten Drehleiern, die von zwei Spielern zu bedienen waren, halfen möglicherweise den Mönchen bei der korrekten Intonation beim Einüben neuer Lieder, wobei der Sänger die Tasten gedrückt und sein Lehrer die Kurbel gedreht haben könnten. Seit dem 13. Jahrhundert zeigen die vor allem aus Frankreich und Deutschland stammenden Abbildungen die bis heute bekannten allgemeinen, aber in ihrer Ausgestaltung vielfach variierten Merkmale, zu denen ein kastenförmiger Korpus, Drucktasten mit Tangenten, um die drei, vier oder später mehr Saiten zu verkürzen, und ein geharztes Streichrad, das mit einer Kurbel angetrieben wird, gehören.

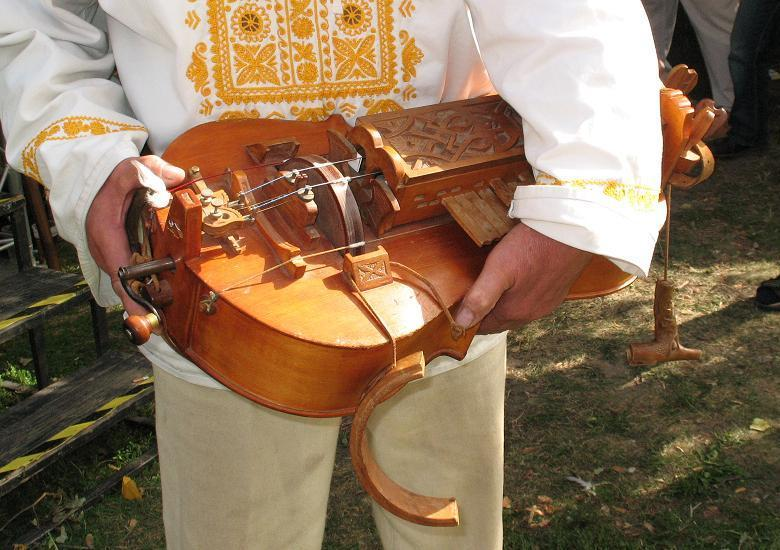
Ninera in der Slowakei

Vom 12. bis zum 14. Jahrhundert war die Drehleier offenbar ein angesehenes Instrument in kirchlichen Kreisen und in Klöstern, bevor sie im Spätmittelalter in einer kleineren, von einer Person zu bedienenden Bauart zu einem symphonia genannten Begleitinstrument der Spielleute wurde. Bald gehörte sie zur Ausstattung der blinden Straßensänger und Bettler, Männern wie Frauen. Michael Praetorius schrieb im Zusammenhang mit diesem sozialen Abstieg in Syntagma musicum (1615) von einer „Bauern und umblaufenden Weiber-Leyer“. Im ländlichen Raum war die Drehleier darüber hinaus bis ins 19. Jahrhundert ein Bestandteil des Volksmusikinstrumentariums. Im 15./16. Jahrhundert erfuhr die Drehleier die größte Ausbreitung in Europa. Sie gelangte im Norden bis nach Island, wo sie spätestens in der ersten Hälfte des 16. Jahrhunderts als fon (oder simfon, von symphonia) bekannt war, und im 15. Jahrhundert als lira über Polen (heute lira korbowa) in die Ukraine und von dort weiter nach Russland (lira, relya) kam. Speziell in Frankreich, wo die Drehleier als Volksmusikinstrument besonders geschätzt wurde, fand sie im 18. Jahrhundert Eingang in die höfische Musik, neben der Fidel (vièle) und der damals in Mode gekommenen kleinen Sackpfeife musette. Heute wird die Drehleier nur noch in wenigen Regionen in Europa in einer ununterbrochenen Tradition in einer Volksmusik gespielt. Zu diesen gehören hauptsächlich in Zentralfrankreich die historischen Provinzen Berry, Bourbonnais und Auvergne, die Gegend um Krosno an der polnisch-slowakischen Grenze und das Verbreitungsgebiet der tekerőlant in der ungarischen Tiefebene. Weniger bekannt ist die ninera in der Slowakei.

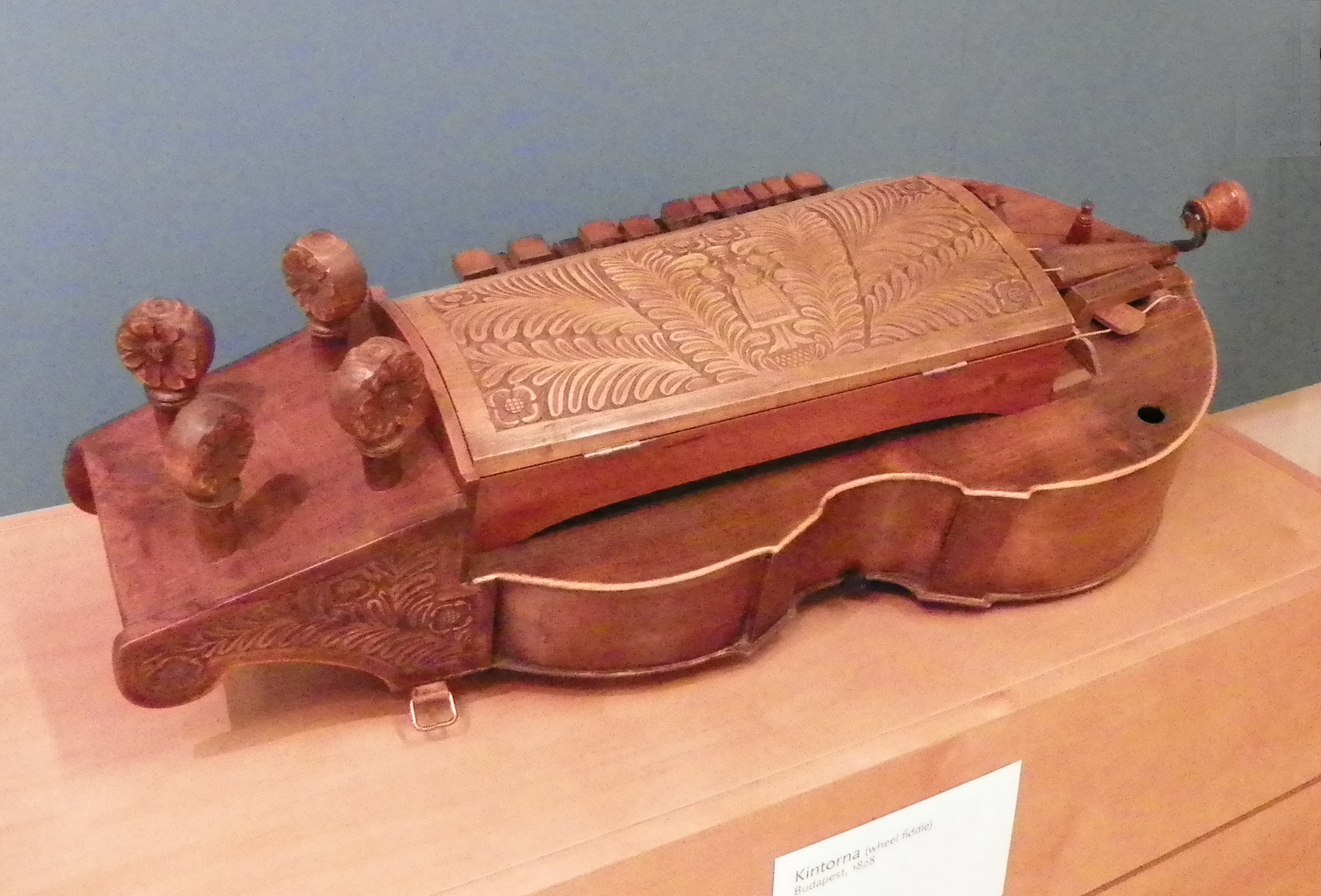
Mit dem im 19. Jahrhundert gebräuchlichen Namen kintorna bezeichnete museale, ungarische Drehleier.

In Ungarn wird die aus Westeuropa eingeführte Drehleier erstmals zuverlässig in schriftlichen Zeugnissen aus der Mitte des 16. Jahrhunderts erwähnt. Bis in das 11. Jahrhundert zurückreichende Kodizes, in denen die Namen simphonia und quinterna (ungarisch kintorna) erwähnt werden, gelten als fragwürdige Quellen. Quinterna steht im 16. Jahrhundert für eine Zupflaute ähnlich der Mandora, während Ungarisch kintorna im 19. Jahrhundert „Drehleier“, ansonsten „Drehorgel“, bedeuten konnte; in den beiden fraglichen ungarischen Kodizes war aber vermutlich eine Art Psalterium mit zehn Saiten gemeint. Die älteste ungarische Abbildung einer Drehleier stammt aus dem 17. Jahrhundert und findet sich auf dem Wappen der Familie Lantos („Lautenspieler“, für Musiker war Lantos ein mit Stolz ergänzter Namenszusatz). Populär wurde die Drehleier wohl erst gegen Ende des 18. Jahrhunderts und ihre typische Form dürfte sie erst im 19. Jahrhundert erhalten haben, als während der Monarchie Österreich-Ungarns Wanderarbeiter einen Tiroler Drehleiertyp einführten. Ob der heute typisch-ungarischen Form der Drehleier ein Tiroler Vorbild zugrunde liegt oder ob beide auf ältere slawische Vorläufer zurückgehen, lässt sich nicht sagen. Gestützt wird die These einer österreichischen Herkunft durch die Feststellung, dass in jenen Gebieten, in denen die moderne Form der tekerőlant Ende des 19. Jahrhunderts vorkam, große öffentliche Bauprojekte mit österreichischen Arbeitskräften durchgeführt wurden.
Jedenfalls war die Drehleier im 19. Jahrhundert in weiten Gebieten der Tiefebene verbreitet. Anfang des 20. Jahrhunderts kam sie noch im Umkreis der Insel Csepel südlich von Budapest und im Süden der großen ungarischen Tiefebene besonders um die Stadt Szentes vor.

## Bauform

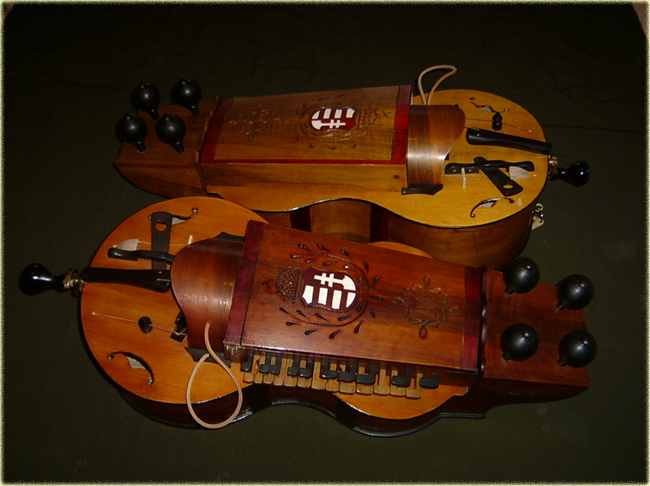
Zwei moderne tekerőlant

Die Namen tekerőlant und forgólant sind von Ungarisch tekerni und forogni, „drehen“ abgeleitet, lant bedeutet „Laute“. Die übliche Kurzform ist tekerő („Gedrehtes“). Weitere umgangssprachliche Namen mit Bezug auf die Form oder Funktion des Instruments sind tekerőhegedű („Drehgeige“), tekerőmuzsika („Drehmusik“), szentlélekmuzsika („Heiliger-Geist-Musik“), kolduslant („Bettlerlaute“) und parasztlant („Bauernlaute“). Onomatopoetische Benennungen sind nyenyer, nyenyere (abwertend), nyekere und nyekerő.
Die tekerőlant ist eine relativ große Drehleier mit einem gitarrenförmigen Korpus, an dessen taillierten Längsseiten mehr oder weniger deutlich die Verbindungsbügel zwischen den einzelnen Zargenelementen erkennbar sind. Diese Korpusform ist die älteste und am weitesten verbreitete. Die Gesamtlänge beträgt 70 bis 77 Zentimeter. Die Decke ist flach oder leicht gewölbt, in Längsrichtung fällt sie geringfügig zum Wirbelkasten hin ab; das heißt, die Zarge ist am unteren Ende etwas höher als am oberen. Aus dem ungefähr quadratischen Wirbelkasten (kulcsszekrény, „Schlüsselschrank“ oder kulcsház, „Schlüsselhaus“) ragen meist vier kräftige, 15 Zentimeter lange Wirbel (kulcs, „Schlüssel“) aus Buchsbaumholz nach oben, deren Kopf breit abgeflacht ist wie bei der Violine. An den Wirbelkasten schließt der in der Mitte auf der Decke aufgesetzte Tastenkasten (kottaház, „Notenhaus“) an. Während Drehleiern in Frankreich und Spanien große Scheibenräder besitzen (mit Durchmessern über 17 Zentimeter wie bei der galicischen zanfona), sind die Räder der nord- und osteuropäischen Drehleiern wie etwa der schwedischen vevlira meist kleiner und messen weniger als 15 Zentimeter im Durchmesser. Kleinere Räder verweisen auf eine ältere Entwicklungsstufe, weil für die früher aus Massivholz gefertigten Räder ungefähr 14 Zentimeter der größtmögliche Durchmesser war, wenn man durch die Ausdehnung des Materials bei Feuchtigkeitszunahme nicht zu starke Formänderungen in Kauf nehmen wollte. Bei kleinem Raddurchmesser ist aber die Saitenzahl beschränkt, weshalb solche Drehleiern nur drei Saiten besitzen. Das Scheibenrad (kerék, „Rad“) wird über eine Achse von einer Handkurbel am unteren Ende angetrieben.
Der flache Korpusboden (hátlap, „Hinterplatte“ oder alap, „Grund“) wird aus den reißfesten, aber ansonsten verschiedenartigen Hölzern Ahorn, Pappel oder Essigbaum in einer Stärke von etwa 7 Millimetern ausgeschnitten. Umlaufend am Rand wird eine 4 Millimeter tiefe Rille eingeschnitten, sodass später die 3 Millimeter starken, gebogenen Segmente der Zargen (oldallap, „Seitenplatte“ oder oldaldeszka, „Seitendecke“) Halt finden. Ebenso werden an der Bodenplatte Aussparungen für die breiteren Verbindungsteile der Zargen – zwei an jeder Längsseite und eines an der Mitte des unteren Endes – eingetieft. Zwei etwa 18 Zentimeter lange Hartholzplatten verlängern den Korpus am oberen Ende und bilden die Seitenwände des Wirbelkastens. Sind diese senkrecht auf die Bodenplatte geleimt, werden die Zargen aus Pappel-, Ahorn- oder Tannenholz gebogen, in die Rillen eingepasst und ebenfalls verleimt. Eine quer vor dem Wirbelkasten eingesetzte Platte aus 8 Millimeter starkem Hartholz bildet den oberen Abschluss des Korpus. Mehrere längs und quer zwischen die Zargen eingepassten Leisten sollen für eine stabile Befestigung des Scheibenrades und der Kurbel sorgen. Eine senkrechte Stütze vor dem Rad verbindet die Konstruktion mit der Bodenplatte. Das etwa 17 Millimeter starke Scheibenrad wird aus Birnenholz gedrechselt und am Außenrand sorgfältig glatt geschliffen. Ein quadratisches Loch im Zentrum dient zur Aufnahme der eisernen Kurbelachse, die von außen eingesetzt wird. Die Kurbel (hajtó, „Antreiber“) ist kreis- oder S-förmig geschwungen und endet in einem drehbaren Knauf (gomb, „Kopf“) aus Hartholz, der so groß ist, dass er mit der Hand umschlossen werden kann. Früher bestand die Kurbel aus Gusseisen, heute wird meist Messing verwendet. Die nun aufgeleimte Korpusdecke (tető, „Decke“) aus 4 bis 6 Millimeter starkem Tannenholz besitzt keine sichtbaren oder nur zwei kleine, kreisrunde Schalllöcher (hanglyuk) im unteren Bereich.
Ist das Instrument soweit fertiggestellt, wird der langrechteckige Tastenkasten aufgesetzt, der im Vergleich mit französischen Drehleiern breiter ist und die komplette Mechanik umschließt. Die Tasten (kotta, „Noten“) befinden sich, wie bei Drehleiern üblich, an der linken, vom Spieler abgewandten Seite. Ältere diatonische Instrumente aus dem 19. Jahrhundert verfügen über eine Tastenreihe (kottasor, „Notenreihe“), die den weißen Tasten am Klavier entspricht, bei chromatischen Drehleiern ist darüber eine nach innen versetzte, zweite Tastenreihe für die zusätzlichen Halbtöne angebracht. Beide Tastenreihen ergeben eine Klaviertastatur. Damit die Tasten gegen seitliche Bewegungen gesichert sind, werden sie durch quadratische Aussparungen in längs eingesetzten Brettern gesteckt. Die oberen Tasten führen durch Aussparungen in einem links von der Melodiesaite eingebauten Längsbrett, die unteren Tasten verlaufen unter diesem Brett hindurch und durch Öffnungen in einem weiteren Brett dahinter auf der rechten Seite. Anders als bei französischen Drehleiern mit nebeneinanderliegenden, kantigen Tasten sind die Tasten bei der tekerőlant gerundet und mit kleinen Abständen angebracht. Ihre Form ist rechteckig oder T-förmig. In jeder Taste ist im hinteren Bereich an der Oberseite eine Tangente aufgesteckt, die beim Eindrücken der Tasten die Melodiesaite von der Seite berührt und so deren Schwingungslänge begrenzt. Die Tangenten (kottalevél, „Notenblatt“ oder kottakölök, „Notenkind“) haben die Form kleiner Fähnchen und können in ihrer Bohrung leicht gedreht werden, um die Tonhöhen feinzustimmen. Beim Spielen wird das Instrument etwas zur Tastenseite nach unten gedreht. Kurze Zapfen auf den Tasten dicht hinter der linken Wand des Kastens verhindern, dass die Tasten zu weit herausrutschen. Der auf die Decke aufgeleimte Tastenkasten erhält zum Schutz einen aufklappbaren, gewölbten Deckel (kármentő, „Schadenverhüter“). Eine weitere, abnehmbare Abdeckung schützt das Scheibenrad (kerékfedő, „Raddeckel“). Sie besteht aus einem halbrunden elastischen Holzstreifen, der zwischen Begrenzungen an beiden Seiten eingeklemmt wird.

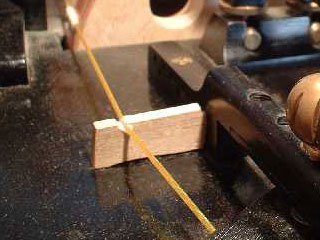
Schnarrsteg aus Hartholz, im Vordergrund rechts ein Teil des Schnarrkeils aus dunkel gefärbtem Holz.

Üblicherweise wird die tekerőlant nur mit drei Saiten ausgestattet, auch wenn vier Wirbel vorhanden sind. Die Melodiesaite (prím) verläuft in der Mitte über das Scheibenrad zu einem Saitenhalter. Die höhere der beiden Bordunsaiten auf der rechten Seite führt über einen speziellen Schnarrsteg am unteren Ende und wird recsegő („Schnarre“, „Schnarrende“) genannt, an der linken Seite verläuft die Basssaite (bőgő, „Bass“). Der Steg der rechten Bordunsaite besteht aus einem 10 × 25 × 3 Millimeter großen Stück Hartholz, das mit einem kleinen Zapfen an einem längs auf der Decke aufgeleimten Holzbügel, dem Schnarrständer (recsegőállvány), lose verbunden ist. In den Zwischenraum zwischen Decke und Schnarrständer wird schräg abstehend ein Holzplättchen (Schnarrkeil, recsegő-ék) gesteckt, sodass dieses zwischen der unteren Saitenbefestigung und dem Steg mit einem leichten Druck auf der Saite aufliegt. Wenn die Saite beim Spiel ertönt, übertragen sich ihre Schwingungen auf den lose stehenden Steg, der nun beständig gegen die Decke schlägt und ein schnarrendes Geräusch produziert. Durch Justieren des Holzplättchens kann die Stärke des Schnarrtons verändert werden. Schnarrstege kommen bei manchen Drehleiern von Frankreich bis nach Osteuropa vor, auch bei der slowakischen ninera, und sind unabhängig von der Größe des Rades. Die Konstruktion der Scharrvorrichtung bei der tekerőlant unterscheidet sich jedoch von der französischer Drehleiern. Bei den übrigen in slawischsprachigen Gebieten vorkommenden Drehleiern fehlen hingegen Schnarrstege.
Als Saitenmaterial verwendet man heute meist die A- oder G-Saite eines Cellos. Damit sich die Saiten am mit Harz (Kolophonium) eingeriebenen Scheibenrad nicht allzu rasch abnützen, werden sie an dieser Stelle mit etwas Watte umwickelt. Die Melodiesaite bei der dreisaitigen tekerőlant ist auf e1 gestimmt, die Schnarrsaite auf a und die Basssaite eine Oktave tiefer auf A. Bei früheren fünfsaitigen Instrumenten waren zwei Melodiesaiten (beide e1), eine Bordunsaite (a), eine Schnarrsaite (a) und eine Basssaite (A) vorhanden. Eine viersaitige Drehleier besaß nur eine Melodiesaite (e1) und die gleichen Bordunsaiten. Die Melodiesaite hat einen Tonumfang von zwei Oktaven (bis e3), den die meisten Spieler nur bis zu a2 ausnützen, weil die oberen Töne bei vielen Instrumenten schlecht klingen. Obwohl die Drehleiern prinzipiell chromatisch gestimmt sind, fehlen oftmals die Halbtöne b1 und b2 sowie dis3. Eine andere Stimmung für ein dreisaitiges Instrument ist: Melodiesaite fis1, Schnarrsaite b und Bassbordun B.

## Spielweise
Die Drehleier ist vorzugsweise als Begleitinstrument für den Gesang geeignet, weil aus technischen Gründen nur relativ einfache Melodien in einem langsamen Tempo gespielt werden können. Der Grundton der Melodie ist den Bordunsaiten entsprechend a1 und nicht die leere Melodiesaite. Bei einer ruhigen und langsamen Spielweise kann die Schnarreinrichtung der rechten Bordunsaite entfernt werden, wodurch diese Saite leise erklingt. Entgegen dieser halk („leise“) genannten Spielweise wird bei schnellen Tanzliedern das Schnarrplättchen besonders fest eingeklemmt. Die Bordunsaiten lassen sich außerdem durch ruckartige Kurbelbewegungen rhythmisieren und verstärken. Bevor eine losgelassene Taste nach außen gleitet, während der Spieler die nächste Taste bereits gedrückt hat, vergeht eine gewisse Zeit, in der die leere Melodiesaite zusammen mit den Bordunsaiten zu hören ist.
In einem Tanzmusikensemble wurden der Drehleier bis zur Mitte des 20. Jahrhunderts vorzugsweise eine Klarinette (tárogató) oder seltener eine Violine zugeordnet, um mit diesen Instrumenten die Melodie zu verstärken, die bei der Drehleier von den lauten Bordunsaiten übertönt wird. Die Drehleier, die in der großen ungarischen Tiefebene hauptsächlich in der Csárdás-Musik Volkslieder und Tänze begleitete, wurde traditionell überwiegend von Männern und nur gelegentlich von Frauen gespielt. Anlässe waren Hochzeiten und andere Familienfeiern mit Tanzveranstaltungen in Bauernhäusern.
Da die Drehleier gut geeignet ist, um einen gleichförmigen Rhythmus zu halten, eignet sie sich für Csárdás-Aufführungen, bei denen einzelne Sets bis zu 45 Minuten dauern. Die typisch bäuerliche ungarische Volksmusik ist einstimmig und begnügt sich mit einer Melodielinie und einer Bordunbegleitung. Die tárogató mit einer konischen Spielröhre wurde erst gegen Ende des 19. Jahrhunderts eingeführt. Seit dieser Zeit verwenden Bauern auch die Bordunzither citera zur Melodiebegleitung. Einen Bordunton neben der Melodie produziert auch die ungarische Doppelflöte kettős furulya. Eine halbprofessionelle Konkurrenz für die nebenberuflichen Bauernensembles mit tekerőlant und tárogató waren die Zigeunerkapellen, die alte Melodien von der Sackpfeife auf die Geige übertrugen. Teilweise verwendeten auch die Zigeunerkapellen zur Geige lediglich als Bordunbegleitung das mit einem Stöckchen geschlagene Saiteninstrument gardon, dessen Resonanzkörper etwa die Größe eines Cellos besitzt.
Nachdem die tekerőlant um die Mitte des 20. Jahrhunderts praktisch verschwunden war, begann der aus einem bäuerlichen Umfeld stammende Musiker und Volkssänger Bársony Mihály in den 1960er Jahren, die Tradition der Drehleier wiederzubeleben und in den 1970er Jahren in Fernsehauftritten zu popularisieren. Eine 1964 in Budapest veröffentlichte Langspielplatte war die erste einer Serie zur Dokumentation der traditionellen ungarischen Volksmusik. In den unterschiedlichen Volksmusikstilen sind eine Auswahl von Volksmusikinstrumenten zu hören, darunter, Flöte Zither, Violine (hegedű), gardon, Reibtrommel (kőcsőgduda oder kőcsőgbőgő) und tekerőlant.
Einer der bekanntesten heutigen ungarischen Drehleierspieler ist der 1984 geborene András Németh. Er unterrichtet Drehleier an der Liszt-Ferenc-Musikakademie in Budapest.